# Joan Rangel i Tarrés
Joan Rangel i Tarrés (Barcelona, 2 de gener de 1950) és un polític i oficial de la marina mercant català, diputat al Congrés dels Diputats en la X legislatura.

## Biografia
Llicenciat en Dret per la Universitat de Barcelona i advocat, va ser membre de la Comissió d'Hisendes Locals de la Federació Espanyola de Municipis i Províncies, de la qual ha estat vicepresident. Va ser Vicepresident de la Diputació de Barcelona, Alcalde de Caldes d'Estrac. i Diputat al Congrés de la X Legislatura.
Exerceix el càrrec de Secretari d'Organització i Finances del Partit dels Socialistes de Catalunya (PSC). del 2000 al 2004, L'abril de 2004 va ser nomenat pel president del govern espanyol Delegat del Govern a Catalunya, càrrec que deixà l'octubre de 2011 i en el qual fou rellevat per Montserrat García Llovera. Fou elegit diputat per Barcelona a les eleccions generals espanyoles de 2011 i ha estat portaveu de la Comissió de Pressuposts
Primer alcalde democràtic de Caldes d'Estrac, va exercir el càrrec al llarg de 21 anys, en els períodes 1979-1987 i 1991-2004, en que va abandonar el càrrec al ser nomenat Delegat del Govern a Catalunya. Va impulsar la transformació del municipi sota el lema: "Caldes d'Estrac, termalisme i cultura vora la mar", amb la recuperació dels Banys Termals municipals, tornant a situar Caldes com a vila termal, així com amb la dotació dels diversos equipaments culturals al municipi, com la Sala Cultural, a la Casa Consistorial, la Biblioteca Popular Can Milans, que forma parta de la Xarxa de Biblioteques Populars de la Diputació de Barcelona, "La Fabriqueta" o el centre d'art de la Fundació Palau. També va ajudar a la promoció de l'esport amb la construcció del Poliesportiu Municipal i de la cultura tradicional i popular, amb la creació dels Gegants de Caldes, que responen a la llegenda de Busquets i la Fàtima, vinculada a la bondat de les aigües termals.